# Côte-d’Or
Côte-d’Or (wymowaⓘ, kot dɔʁ) – francuski departament położony w regionie Burgundia-Franche-Comté. Departament oznaczony jest liczbą 21. Departament został utworzony 4 marca 1790 roku.
Według danych na rok 2018 liczba zamieszkującej departament ludności wynosi 546 601 os. (62 os./km²); powierzchnia departamentu to 8763 km². Ośrodkiem administracyjnym (prefekturą) i największym miastem departamentu jest Dijon.
W 2023 roku w skład departamentu wchodziło 698 gmin (lista).

## Nazwa
Nazwa departamentu oznacza w języku francuskim „złoty stok” i nawiązuje do ukształtowania terenu departamentu oraz złocistego koloru, który nabierają tutejsze winnice w okresie jesiennym. Jest to jedyny departament francuski, którego nazwa nie odnosi się do położenia geograficznego.

## Miejscowości
Największe miejscowości departamentu (w nawiasach liczba ludności w 2021 roku):

- Dijon (159 346)
- Beaune (20 032)
- Chenôve (14 445)
- Talant (11 894)
- Chevigny-Saint-Sauveur (10 944)
- Quetigny (8869)
- Fontaine-lès-Dijon (8847)
- Longvic (8676)
- Auxonne (7602)
- Saint-Apollinaire (7490)
- Châtillon-sur-Seine (5378)
- Marsannay-la-Côte (5309)
- Nuits-Saint-Georges (5309)
- Genlis (5165)
- Montbard (4788)
- Is-sur-Tille (4334)
- Semur-en-Auxois (4068)
- Neuilly-Crimolois (3146)
- Gevrey-Chambertin (3049)
- Venarey-les-Laumes (2784)
- Arc-sur-Tille (2600)
- Plombières-lès-Dijon (2518)
- Brazey-en-Plaine (2402)
- Selongey (2393)
- Saulieu (2324)
- Seurre (2314)
- Perrigny-lès-Dijon (2249)
- Sennecey-lès-Dijon (2045)
- Varois-et-Chaignot (2029)